# Tomaszowski Informator Tygodniowy
Tomaszowski Informator Tygodniowy TIT – czasopismo lokalne wydawane co czwartek w nakładzie 13.000 egzemplarzy, w wersji tygodnika dla mieszkańców powiatu tomaszowskiego.
W swej historii gazeta była konkurentem dla innych tytułów lokalnych w Tomaszowie, takich jak Panorama Tomaszowska, Echo, Życie Tomaszowa. czy Przegląd Lokalny Famka. Obecnie w mieście jest wydawany oprócz TIT-u tygodnik wydawnictwa Polska Press - Nasze Miasto
Tomaszowski Informator Tygodniowy ukazuje się od 1990 roku, początkowo jako państwowa gazeta, obecnie właścicielem jest Agencja Wydawnicza PAJ-Press SC, która jest także wydawcą Tygodnika Opoczyńskiego.